# خاسینتو بناونته
خاسینتو بناونته مارتینز(به اسپانیایی: Jacinto Benavente y Martínez) نمایش‌نامه‌نویس اسپانیایی و برنده جایزه نوبل ادبیات بود.

## زندگی
خاسینتو بناونته در ۱۲ اوتِ سال ۱۸۶۶ میلادی در مادرید اسپانیا متولد شد. او در میان ۳ فرزند خانواده از همه کوچکتر بود. پدرش یک پزشک متخصص اطفال بود که به آثار شکسپیر عشق می‌ورزید و علاقه‌اش را به نمایش‌نامه به فرزندانش منتقل می‌کرد. خاسینتو در مدرسه معتبر سن ایزیدور (به انگلیسی: San Isidore) شروع به تحصیل کرد و بازی در نمایش‌های کوچک و نیز خیمه‌شب‌بازی را آموخت. سپس در سال ۱۸۸۲ برای تحصیل در رشته حقوق به دانشگاه مادرید رفت اما با مرگ پدرش در سال ۱۸۸۵ تحصیل را رها کرده به مقاله‌نویسی و کار ژورنالیستی روی آورد. در سال ۱۸۹۰ به عنوان بازیگر به کمپانی تئاتر مادرید پیوست.
بناونته به عنوان یک اشراف‌زاده و دارای وجهه مخافظه‌کاری سیاسی کارش را با نوشتن نمایش‌نامه‌هایی متضاد با نمایش‌نامه‌های ملودرام و زجرآور آغاز کرد. در سال‌های بعد او بیش از ۴۰ نمایشنامه نوشت.
در سال ۱۸۹۰ بناونته به انجمن نویسندگان نوگرای اسپانیا پیوست که برای اعتلای مجدد نام اسپانیا پس از جنگ با آمریکا تأسیس شده بود. وی سپس به عنوان سردبیر نشریه زندگی ادبی (به اسپانیایی: Vida literaria) که سخنگوی انجمن یادشده بود انتخاب شد. وی همچنین مطالبی را هم برای روزنامه El Imparcial مادرید می‌نوشت.
در سال ۱۹۲۰ بناونته به عنوان مدیر تئاتر ملی اسپانیا (به اسپانیایی: Teatro Español) برگزیده شد.
با پایان یافتن جنگ داخلی در اسپانیا بناونته به خاطر حمایتش از دیکتاتور اسپانیا ژنرال فرانکو در منزلش دستگیر شد.
بناونته با نمایش‌نامه شنبه شب (به انگلیسی: Saturday Night) به مدت ۲سال در نیویورک اجرا داشت شهرت جهانی یافت. همچنین نمایش‌نامه دیگرش LA MALQUERIDA تحسین جهانیان را برانگیخت.
در سال ۱۹۲۲ بناونته به دریافت جایزه نوبل ادبیات نایل شد اما به مراسم جشن نرفت و سفیر اسپانیا در سوئد جایزه را تحویل گرفت.
سرانجام در ۱۴ ژوئیه سال ۱۹۵۴ یعنی ۱۰ سال پس از پایان جنگ جهانی دوم خاسینتو بناونته در حالیکه هیچ‌گاه ازدواج نکرده بود در مادرید بدرود حیات گفت. وی در طول دوران کاری اش نزدیک ۲۰۰ اثر از خود بر جای گذاشت.

## سبک نوشتاری و شخصیت اجتماعی
از بناونته به عنوان بزرگ‌ترین نمایش‌نامه‌نویس اسپانیایی در قرن بیستم یاد می‌شود. نمایش‌نامه‌های او بیشتر اخلاقی و فلسفی هستندو بناونته توانست در طول دوران فعالیتش زبان گفتار را جایگزین سبک نوشتاری متکلف کند. آثار او به دارا بودن دیالوگ‌های قوی و تکام دهنده معروف بودند که بناونته آن‌ها را به مضامین فلسفی و اخلاقی می‌آمیخت.
نمایش‌نامه آیین‌های جذاب (به اسپانیایی: LOS INTERESES CREDOS) که به سال ۱۹۰۷ توسط بناونته نوشته شد از بهترین نوشته‌های او به‌شمار می‌رود. وقایع این داستان خیمه شب بازی در قرن شانزدهم میلادی رخ می‌دهد. قهرمان این داستان، کریسپین، (به اسپانیایی: Crispín) یک خدمتکار حیله‌گر است که مردم را قدرت حیله‌گری خویش می‌فریبد. او این چنین می‌نماید که ارباب فقیر او یک نجیب‌زاده پولدار است که با لباس مبدل مشغول انجام یک مأموریت سری دیپلماتیک است.
بناونته معمولاً خودش نقش عروسک اصلی را در این نمایش اجرا می‌کرد. وی ادامه این نمایش را با نام شهر امن و شاد (به اسپانیایی: La Ciudad Alegre Y Confida) به سال ۱۹۱۶ منتشر کرد.